# Matthias Bader
Matthias Bader (Pforzheim, 17 giugno 1997) è un calciatore tedesco, difensore del Darmstadt.

## Carriera

### Club
Cresciuto nelle giovanili del Karlsruhe, debutta in prima squadra il 7 agosto 2016 nel match pareggiato 0-0 contro l'Arminia Bielefeld.

### Nazionale
Ha giocato nelle nazionali giovanili tedesche Under-16, Under-17, Under-18 ed Under-19.
Partecipa con la nazionale Under-20 tedesca al Campionato mondiale 2017 di categoria, disputando 3 partite.

## Statistiche

### Presenze e reti nei club
Statistiche aggiornate al 3 giugno 2017.
| Stagione        | Squadra         | Campionato      | Campionato | Campionato | Coppe nazionali | Coppe nazionali | Coppe nazionali | Coppe continentali | Coppe continentali | Coppe continentali | Altre coppe | Altre coppe | Altre coppe | Totale | Totale |
| Stagione        | Squadra         | Comp            | Pres       | Reti       | Comp            | Pres            | Reti            | Comp               | Pres               | Reti               | Comp        | Pres        | Reti        | Pres   | Reti   |
| --------------- | --------------- | --------------- | ---------- | ---------- | --------------- | --------------- | --------------- | ------------------ | ------------------ | ------------------ | ----------- | ----------- | ----------- | ------ | ------ |
| 2016-2017       | Karlsruhe       | 2B              | 17         | 0          | CG              | 0               | 0               |                    | -                  | -                  |             | -           | -           | 17     | 0      |
| Totale carriera | Totale carriera | Totale carriera | 17         | 0          |                 | 0               | 0               |                    | -                  | -                  |             | -           | -           | 17     | 0      |

## Palmarès

### Club

#### Competizioni nazionali
- 2.Bundesliga: 1

Colonia: 2018-2019